# 北島兄弟
北島兄弟（きたじまきょうだい）は、日本の演歌デュオである。メンバーは2023年まで北島音楽事務所に所属していた北山たけしと大江裕。

## 経歴
2018年、翌2019年は北山にとって歌手生活15周年、大江にとって歌手生活10周年という節目の年であり、2人で「全国を回りたい」と話し合い、師匠である北島三郎に相談を持ち掛けたところ、「いいじゃないか。お前たちは北島ファミリーの兄弟。『北島兄弟』という名前をあげるから、誠にデュエット曲をお願いしてみろ」と背中を押されたことが結成の発端である。
2人からの依頼を受けた誠は2018年に楽曲を完成させるも、アレンジをする直前の同年3月に他界。誠の遺作となった。楽曲はのちに「兄弟」に由来して「ブラザー」と名付けられ、北島兄弟のデビュー曲となった。
2018年7月6日、北島兄弟として中野サンプラザでコンサートを行った際に北山は「一度『北島』の名前をもらったらこっちのもんです」と笑わせ、「（北島）師匠の背中を見ながら兄弟で頑張りたい。年末に向けて良い結果を残して恩返ししたい」と発言した。
2018年8月15日、デビュー・シングル「ブラザー」をリリース。大江がソロ曲を出している日本クラウンと、北山がソロ曲を出しているテイチクエンタテインメントの2つのレーベルから同時発売された。カップリングには、日本クラウン版に大江のソロ曲、テイチク版に北山のソロ曲が、それぞれ収録されている。
2018年12月30日、第60回日本レコード大賞で「企画賞」を受賞。
2018年12月31日、第69回NHK紅白歌合戦の特別枠として北島の5年ぶりとなる紅白出演と共に北島兄弟の出演も決まり、デビュー曲「ブラザー」を歌唱した。
2019年2月25日、第2弾シングル「兄弟連歌」をリリース。前作同様、クラウンから大江版、テイチクから北山版が同時発売され、カップリングにはそれぞれのソロ曲を収録。なお、北山版のカップリング曲「手紙」は「TAKESHI」名義で北山が作曲している。
2022年9月21日、3年半ぶりのシングル「俺節」をリリース。

## ディスコグラフィ

### シングル
| # | 発売日         | 曲順 | タイトル                     | 作詞     | 作曲     | 編曲     | オリコン 最高順位 | 規格品番                |
| - | -------------- | ---- | ---------------------------- | -------- | -------- | -------- | ----------------- | ----------------------- |
| 1 | 2018年 8月15日 | 01   | ブラザー                     | 大地土子 | 大地土子 | 宮崎慎二 | 24位              | CRCN-8174 (クラウン版)  |
| 1 | 2018年 8月15日 | 02   | ごきげんソング♪ (歌：大江裕) | 大地土子 | 大地土子 | 丸山雅仁 | 24位              | CRCN-8174 (クラウン版)  |
| 1 | 2018年 8月15日 | 02   | 篝火 (歌：北山たけし)        | 大地土子 | 大地土子 | 丸山雅仁 | 24位              | TECA-13865 (テイチク版) |
| 2 | 2019年 2月25日 | 01   | 兄弟連歌                     | 大地土子 | 大地土子 | 宮崎慎二 | 19位              | CRCN-8230 (クラウン版)  |
| 2 | 2019年 2月25日 | 02   | ガラスの街 (歌：大江裕)      | 大地土子 | 大地土子 | 矢田部正 | 19位              | CRCN-8230 (クラウン版)  |
| 2 | 2019年 2月25日 | 02   | 手紙 (歌：北山たけし)        | 大地土子 | TAKESHI  | 矢野立美 | 19位              | TECA-13913 (テイチク版) |
| 3 | 2022年 9月21日 | 01   | 俺節                         | 土田世紀 | 原譲二   | 水谷竜緒 | -                 | CRCN-8510               |
| 3 | 2022年 9月21日 | 02   | 素顔に咲く花                 | 大地土子 | 大地土子 | 宮崎慎二 | -                 | CRCN-8510               |